# Castillonnais (Gironde)
Pour les articles homonymes, voir Castillonnais.
Le Castillonnais est un petit pays gascon du nord-est de la Gironde, au nord de la Dordogne et à l'est du Libournais. La ville principale, Castillon-la-Bataille, a été le siège de la bataille qui mit fin à la guerre de Cent Ans, la Bataille de Castillon.
Tous les étés, un spectacle « son et lumière » remémore cet événement à un large public.
Le Castillonnais est un pays viticole (appellation côtes-de-castillon, puis depuis 2009 dénomination castillon-côtes-de-bordeaux).